# Jordi Domènech (poeta)
Jordi Domènech i Soteras (Sabadell, provincia de Barcelona, 1 de junio de 1941 - ibidem, 19 de octubre de 2003) fue un poeta en lengua catalana y traductor español, considerado uno de los poetas catalanes más importantes del siglo XX.

## Biografía
Domènech nació en Sabadell en el año 1941, en el seno de una familia obrera: su padre era ebanista y su madre trabajaba a destajo en una fábrica de tejidos. Criado en un ambiente laico y progresista —su padre fue castigado por el régimen franquista por su fidelidad a la República—, estudió peritaje mecánico en la Escuela de Ingeniería de Tarrasa y se graduó en diseño industrial en la Escuela Massana de Barcelona.
En el aspecto literario, fue fundamentalmente autodidacta, aunque recibió consejos del poeta gerundense padre Camil Geis, cura de la parroquia de San Félix de Sabadell, quien lo inició en la lengua y lo aconsejó en los inicios. Por otra parte, contrajo matrimonio con Núria Codina Boixadera; su fallecimiento en 1997 inspiró unos impresionantes y desgarradores poemas, incluidos en el libro Amb sense.

## Obra

### Poesía
- I quan Robert Schumann va Escriure la (en catalán). Edición del autor. Sabadell. 1970.[4]
- Miquel Arimany, ed. (1971). «Poema en deu trossos». I li estreba les vetes de la cotilla (Homenatge a Joan Oliver) (en catalán). Edición patrocinada por la Academia de Bellas Artes de Sabadell. Barcelona.[2]
- Poema en deu troços / Un poema en dez anacos. Segunda edición (bilingüe catalán/gallego). Traducción al gallego de Basilio Losada. La Coruña: Ediciós do Castro. 1974.[2][1]
- En comptes de la revolució. Llibres del Mall (en catalán) (81). Con un texto final de Vicenç Altaió: En comptes de la revolució o la naixença de l'escriptura sense llançadora. San Baudilioo de Llobregat: Edicions del Mall. 1984.[2][1]
- «Pàssara caparós kataja nix». Espais intransitables. Plaquettes (57). Vich: Cafè Central. 1994.[5]
- «Quatre paisatges». Revista Artilletres (18). Vich: Cafè Central. 1994. pp. 34-35.[4]
- Història de l'arquitectura. Jardins de Samarcanda (10). Primera edición. Vich: Cafè Central/Eumo Editorial. 1995.[2][1]
- Alba pratalia. Relectura de poesia sabadellenca. Grafia (2). Primera edición. Dibujos de Oriol Vilapuig y prefacio de Antoni Clapés. Sabadell: Fundació Ars (antes Fundació Amics de les Arts i de les Lletres de Sabadell). 1995.[2][1]
- «Baralla d'aniversari (o autobiografia)». Quadern de les idees, les arts i les lletres (116). Primera edición. Dibujos de Oriol Vilapuig y prefacio de Antoni Clapés. Sabadell. 1998. p. 104. ISSN 1695-9396.[4]
- Xulipapus. Edición privada de siete ejemplares, con siete poemas y siete ilustraciones de Benet Ferrer. Sabadell: Edicions CCCA. 1999. p. 104.[1]
- Vine, Venusvenècia a l'aigua. Primera edición. Con pinturas de Albert Novellón. Tarrasa: Albert Novellón. 2001.[2][1]
- Amb sense. Balenguera (106). Primera edición. Palma de Mallorca: Editorial Moll. 2002.[2][1]
- Obra poètica 1971-2002. Jardins de Samarcanda (50). Estudios introductorios de Antoni Clapés y D. Sam Abrams. Vich: Cafè Central y Eumo Editorial. 2008.[2]

### Aforismos
- La llei del parèntesi (o tota precaució és poca). Plaquettes (50). Primera edición. Barcelona: Cafè Central. 1994.[2][1]

### Artículos
- «Camil». Quadern de les idees, les arts i les lletres (118). Sabadell. 1998. p. 206. ISSN 1695-9396.[4]
- «ECS! EMA». Quadern de les idees, les arts i les lletres (135). Sabadell. 2002. p. 16. ISSN 1695-9396.[4]
- Ajuntament de Sabadell, ed. (2002). «Camil, poeta». ...una mica de mi. Lectura de poemes de Mossèn Camil Geis amb motiu del centenari del seu naixement. Sabadell. ISSN 1695-9396.[4]
- «Novetats a la poesia "Dialectal" italiana: els primers». Quadern de les idees, les arts i les lletres (139). Sabadell. 2003. p. 19. ISSN 1695-9396.[4]
- «Poesia "Dialectal" italiana. Segona entrega». Quadern de les idees, les arts i les lletres (140). Sabadell. 2003. p. 23. ISSN 1695-9396.[4]
- «Poesia dialectal d'Itàlia». Quaderns d'Italià (8-9). Sardañola del Vallés. 2003. p. 141.[4]

### Traducciones
- Jordi Domènech, ed. (s. a.). Tres poetes gallecs. Incuye i parlem de Antonio Rodríguez Reixa (del libro As ladillas do travesti), és clar de Alberto Avendaño (del libro facer pulgarcitos tres) y recito batussi de Manuel M. Romón (del libro galletas kokoschka non). Sabadell.[4]
- Ballad, J. M. (s. a.).  Jordi Domènech, ed. A Joan Miró (A Joan Miro). Sabadell.[4]
- Méndez Ferrín, Xosé Luis (1981).  Jordi Domènech, ed. Roi Xordo (Roi Xordo). Sabadell.[4]
- Niccolai, Giulia (1982).  Jordi Domènech, ed. Harry's Bar Ballad (Harry's Bar Ballad). Sabadell.[4]
- Sereni, Vittorio (1983).  Jordi Domènech, ed. Campo Ospedale 127 (Campo Ospedale 127). Saba (Saba). Muetzí (Muezzin). Sabadell.[4]
- Ungaretti, Giuseppe (1985).  Jordi Domènech, ed. L'alegria (L'allegria). Poesia del segle XX (4). Prólogo de Haroldo de Campos. Barcelona: Edicions del Mall.[6]
- Svevo, Italo (1987).  Jordi Domènech, ed. Senilitat (Senilità). Biblioteca A tot vent (260). Prólogo de Haroldo de Campos. Barcelona: Edicions Proa.[6]
- Seoane Rivas, Xavier (1989).  Jordi Domènech, ed. ací (aquí). (interior, I) (interior, I). Sabadell.[4]
- Spatola, Adriano (1990).  Jordi Domènech, ed. Versos per a Vrsac. Caçador de mosques. Traducció d'una passejada quasi promenade. Del libro La piegatura del foglio. Sabadell.[4]
- Pais Brandâo, Fiama Hasse (1991).  Jordi Domènech, ed. I el monjo blanc (E o monge branco). Les granotes d'Hermes (As râs de Hermes). Sintra (Sintra). Sabadell.[4]
- Delogu, Ignazio (1993).  Jordi Domènech, ed. Sol lívid (Sole biaitu). Riu sec (Riu siccu). Nit de lluna (Notte 'e luna). La poma (Sa mela). Sabadell.[4]
- Cunqueiro, Álvaro (1993).  Jordi Domènech, ed. 'Herba aquí o allà (Herba aqui ou acola). Els llibres de l'escorpí. Poesia universal del segle XX (9). Prólogo de Josep Maria Llompart. Barcelona: Edicions 62.[6]
- Jordi Domènech, ed. (1994). Cinc poetes lígurs. Incluye De Tortona a Milà (Da Turtúna a Milan) de Cesare Vivaldi, Com uns verds llangardaixos (Cume verdi angurassi) de Giuseppe Cassinelli, A causa d'un clavell (Per via d'en ghèfe) de Paolo Bertolani, Per a l'Eugenio (Pè Eugenio) de Gerolamo Delfino y L'ombra d'un vidre (L'ombra d'in védru) de Giannino Balbis. Sabadell.[4]
- Delogu, Ignazio (1995).  Jordi Domènech, ed. Improbable viola (Improbabile viola). El corb (5). Barcelona: Columna Edicions.[4]
- Spaziani, Maria Luisa (1995).  Jordi Domènech, ed. Barcelona i altres poesies (Barcelona e altre poesie). Plaquettes (65). Edición trilingüe (con traducción castellana de Ángel Crespo). Barcelona: Cafè Central.[4]
- Delogu, Ignazio (1995).  Jordi Domènech, ed. Elegia corporal (Elegia corporale). Plaquettes (69). Edición bilingüe. Barcelona: Cafè Central.[5]
- Jordi Domènech, ed. (1997). Dinant a Barcelona, sopant a Lisboa (per a la Núria, que hi era). Incluye Austeritat (Austeridade) de Casimiro de Brito, Església de Sant Basili (Igreja de S. Basílio) de Egito Gonçalves, El text de Joan Zorro (O texto de Joan Zorro) de Fiama Hasse Pais Brandao, No dormirem sobre aquest sòl i la (Neste châo nâo dormimos e a) de Gastâo Cruz, Teatre de La Fenice (Teatro de La Fenice) de José Viale Moutinho, Zoologia: els lleopards (Zoologia: os leopardos) de Nuno Júdice, Amor platònic (Amor platónico) de Rosa Alice Branco, El cos de la dona, el cos que l'home usufrueix (O corpo da mulher, o corpo de que o homem usufrui de Yvette K. Centeno. Sabadell.[4]
- Jordi Domènech, ed. (1998). Vuit poetes (dialectals?) italians. Incluye No es veia cap vall (Per un'adde s'idiat) de Ignazio Delogu, L'aigua, la set l'ensenya (L'acque, la sèite la mbére) de Francesco Granatiero, Somni de bojos (Sonnira di pazzi) de Mario Grasso, Ezra Pound (Ezra Pound) de Tonino Guerra, L'estar massa segur fa tornar boig (L'è vèss segür che fa deventar matt de Franco Loi, Potser em vols (Mbarèche mi vó) de Albino Pierro, Cristalls (Cristals) de Leonardo Zanier y La Teresa (La Taresa) de Andrea Zanzotto. Sabadell: Cafè Central.[4]
- Magris, Claudio (2001). «Kitsch i passió. Hannah Arendt i Martin Heidegger».  En Jordi Domènech, ed. Quadern de les idees, les arts i les lletres (129). Del libro Utopia e disincanto. Sabadell. pp. 6-8. ISSN 1695-9396.[4]
- Pais Brandâo, Fiama Hasse (2004). «Kitsch i passió. Hannah Arendt i Martin Heidegger».  En Jordi Domènech, ed. Amor pels llibres (Amor pelos livros). Jardins de Samarcanda (32). Vich: Cafè Central/Eumo Editorial.[7]

## Premios literarios
- 1962: Premio Nacional de Poesía Universitaria (en català). Universidad de Santiago de Compostela.[6]
- 1964: Premi Martí i Peydró (Sabadell), por la obra La terra aspra. Compartido con Ramon Moix Cusidó.[4]
- 1970: Premi Martí i Peydró (Sabadell), por la obra Dos-cents quinze, dos-cents setze. Compartido con Josep-Ramon Bach Núñez.[4]
- 1983: Premi de Poesia Josep Maria López Picó. Premis literaris Vila de Vallirana. Por la obra En comptes de la revolució.[6]

## Premio Jordi Domènech de Traducción de Poesía
Este galardón fue instituido en memoria del poeta catalán por la editorial Cafè Central junto con Mobles 114 en el año 2005. Las obras laureadas son publicadas en la colección "Jardins de Samarcanda", una coedición de Cafè Central y Eumo Editorial.
Hasta ahora, los traductores premiados han sido:
- 2005: Joan Casas, por la traducción Tard, molt tard, de nit entrada, de Iannis Ritsos. Vich: 2005. Eumo Editorial y Cafè Central. Jardins de Samarcanda, 38.[9][8]
- 2006: Desierto[9][8]
- 2007: Josep Domènech Ponsatí, por la traducción Rara mar, de Armando Freita Filho. Vich: 2007. Eumo Editorial y Cafè Central. Jardins de Samarcanda, 45.[9][8]
- 2008: Eusebi Ayensa, por la traducción Poemes inacabats, de Konstandinos Petru Kavafis.[9][8]
- 2009: Isidor Marí, por la traducción Vents, de Saint-John Perse. Vich: 2009. Eumo Editorial y Cafè Central. Jardins de Samarcanda, 53.[9][8]
- 2010: Txema Martínez Inglés, por la traducción Sonnets, de William Shakespeare. Vich: 2010. Eumo Editorial y Cafè Central. Jardins de Samarcanda, 58.[9][8]
- 2011: Antoni Xumet, por la traducción Gravitacions, de António Ramos Rosa. Vich: 2011. Eumo Editorial y Cafè Central. Jardins de Samarcanda, 61.[9][8]
- 2012: Gemma Gorga, por la traducción Vint esmorzars cap a la mort, de Dilip Chitre. Vich: 2012. Eumo Editorial y Cafè Central. Jardins de Samarcanda, 65.[9][8]
- 2013: Gabriel de la S. T. Sampol, por la traducción L'escena de l'odi, de José de Almada Negreiros. Vich: 2013. Eumo Editorial y Cafè Central. Jardins de Samarcanda, 70.[9][8]
- 2014: Marta Pera Cucurell, por la traducción de Mestre de disfreses, de Charles Simic. Eumo Editorial y Cafè Central. Jardins de Samarcanda, 74.[8][10]